# Acacia siculiformis
Acacia siculiformis är en ärtväxtart som beskrevs av George Bentham. Acacia siculiformis ingår i släktet akacior, och familjen ärtväxter. Inga underarter finns listade i Catalogue of Life.